# Kolnjaci
Kolnjaci (Rotatoria, Rotifera) su koljeno vrlo malenih životinja koje pripadaju natkoljenu oblenjaka. Najveće životinje dosežu dužinu od 3 mm, s genetski utvrđenim brojem stanica (eutelija). U ovo koljeno svrstane životinje spadaju u skupinu najmanjih višestaničnih životinja (od 0,1 do najviše nepuna 3 milimetra). Pokretljivi prednji i stražnji dijelovi izlaze iz hitinskog oklopa kojim je zaštićeno valjkasto tijelo, a na glavi imaju vijenac treplji (rotatorni aparat). Treplje neprekidno trepere i tako pokreću tijelo, a stvaranjem struje vode, prinosi hranu ustima. U svijetu živi oko 2.000 dijelom vrlo različitih vrsta. 

## Životni okoliš
Kolnjaci su vrlo otporne životinje i mogu preživjeti u vrlo različitim sredinama. Na kopnu, žive na stablima, u vlažnoj mahovini kao i u pijesku ili između mrvica tla, no jednako tako nastanjuju i mora i slatkovodne sredine, gdje su važan izvor hrane većim životinjama. Pri tome, ne smetaju im hladnoće Antarktike odnosno Arktika, kao ni visoke temperature termalnih izvora.
Različiti rodovi kolnjaka žive ili trajno pričvršćeni na biljkama ili slobodno plutaju vodom ili u detritusu. 

## Morfologija
Izgled kolnjaka je vrlo različit, no grubo se može podijeliti na tri dijela, s tim da vrste koje žive na biljkama oblikom podsjećaju na crve a vrste u vodi izgledaju vrećasto.
- Glava s rotatornim organom - rotatorni organ sastoji se od dva vijenca trepetljika koje su gotovo neprekidno u pokretu i zbog toga liče na kotače koji se okreću. Na taj način se kreću a istovremeno izazivaju strujanje vode s hranjivim djelićima. Kolnjaci mogu uvući ili izvući rotatorni organ.
- Trup - u sredini tijela nalazi se obično hitinskim omotačem zaštićen trup. Crvolike vrste mogu glavu i stopalo uvući u trup.
- Stopalo - stopalo kolnjaka ima dvije izrasline s dvije žlijezde koje luče ljepljivu tvar kojom se životinja može povremeno ili trajno držati za odabranu podlogu.

Obzirom na građu tijela, kolnjaci se mogu kretati na više načina: kliziti, plivati, skupljanjem i istezanjem puzati ili se kretati uz pomoć trepetljika na roratornom organu. 
U vrijeme suše, kolnjaci koriste sposobnost anabioze. Iz tijela izbace tjelesnu tekućinu i skvrče se u kuglasti oblik. U takvom obliku, nazvanom i "suhom ukočenosti", mogu preživjeti do četiri godine.
Na trupu ili stopalu mogu ostati pričvršćeni paketi ili pojedinačna jaja koja imaju istu sposobnost reagiranja na loše uvjete u okolišu kao i odrasle životinje.

## Prehrana
Većina vrsta hrani se algama ili detritusom. Neke vrste trepetljikama i strujom vode hvataju alge ili bakterije. No, postoje i grabežljivi kolnjaci koji iz vode koja struji love vrlo male jednostanične životinje ili dijelove. Vrsta Asplanchna birghtwelli koja je velika samo oko 1 mm je također grabežljivac. U vodu izlučuje peptid. Druge vrste imaju drugačije načine lova, a neke vrste parazitiraju na drugim životinjama.

## Razmnožavanje i očekivani životni vijek
Pojedini rodovi kolnjaka imaju različite načine razmnožavanja. U povoljnim uvjetima (uglavnom u ljetnim mjesecima) razmnožavaju se nespolno (partenogeneza), a kad su uvjeti nepovoljni (uglavnom u jesen), razmnožavanje je spolno.
Očekivani životni vijek pojedinih vrsta kolnjaka je različit, no u prosjeku je to oko jednog tjedna.

## Taksonomija
Iako se kolnjaci i danas smatraju koljenom, prema filogenetskim, morfološkim i molekularnobiološkim usporedbama danas ih se više ne smatra prirodnom skupinom (monofilija) jer se još jedno koljeno, Acanthocephala, smatra sestrinskom s redom Bdelloida iz koljena kolnjaka.
Danas se kao aktualna hipoteza prihvaćaju sljedeći srodnički odnosi unutar kolnjaka:  
```
-- Kolnjaci (Rotatoria)
   |-- 
Seisonida

   '-- N.N.
       |-- 
Bdelloida
 i 
Acanthocephala

       '-- 
Monogononta
```

koljeno Rotifera
- Razred Eurotatoria
  - Red Bdelloidea
    - Porodica Adinetidae
      - Rod Adineta
      - Rod Bradyscela

    - Porodica Habrotrochidae
      - Rod Habrotrocha
      - Rod Otostephanos
      - Rod Scepanotrocha

    - Porodica Philodinavidae
      - Rod Abrochtha
      - Rod Henoceros
      - Rod Philodinavus

    - Porodica Philodinidae
      - Rod Anomopus
      - Rod Ceratotrocha
      - Rod Didymodactylos
      - Rod Dissotrocha
      - Rod Embata
      - Rod Macrotrachela
      - Rod Mniobia
      - Rod Philodina
      - Rod Pleuretra
      - Rod Pseudoembata
      - Rod Rotaria
      - Rod Zelinkiella

  - Red Collothecacea
    - Porodica Atrochidae
      - Rod Acyclus
      - Rod Atrochus
      - Rod Cupelopagis

    - Porodica Collothecidae
      - Rod Collotheca
      - Rod Stephanoceros

  - Red Flosculariaceae
    - Porodica Conochilidae
      - Rod Conochilopsis
      - Rod Conochilus

    - Porodica Flosculariidae
      - Rod Beauchampia
      - Rod Floscularia
      - Rod Lacinularia
      - Rod Limnias
      - Rod Octotrocha
      - Rod Pentatrocha
      - Rod Ptygura
      - Rod Sinantherina

    - Porodica Hexarthridae
      - Rod Hexarthra

    - Porodica Testudinellidae
      - Rod Anchitestudinella
      - Rod Pompholyx
      - Rod Testudinella

    - Porodica Trochosphaeridae
      - Rod Filinia
      - Rod Horaella
      - Rod Trochosphaera

  - Red Ploima
    - Porodica Asciaporrectidae
      - Rod Asciaporrecta

    - Porodica Asplanchnidae
      - Rod Asplanchna
      - Rod Asplanchnopus
      - Rod Harringia

    - Porodica Birgeidae
      - Rod Birgea

    - Porodica Brachionidae
      - Rod Anuraeopsis
      - Rod Brachionus
      - Rod Kellicottia
      - Rod Keratella
      - Rod Notholca
      - Rod Plationus
      - Rod Platyias

    - Porodica Clariaidae
      - Rod Claria

    - Porodica Cotylegaleatidae
      - Rod Cotylegaleata

    - Porodica Dicranophoridae
      - Rod Albertia
      - Rod Aspelta
      - Rod Balatro
      - Rod Dicranophoroides
      - Rod Dicranophorus
      - Rod Donneria
      - Rod Dorria
      - Rod Encentrum
      - Rod Erignatha
      - Rod Glaciera
      - Rod Inflatana
      - Rod Kostea
      - Rod Myersinella
      - Rod Paradicranophorus
      - Rod Parencentrum
      - Rod Pedipartia
      - Rod Streptognatha
      - Rod Wierzejskiella
      - Rod Wigrella

    - Porodica Epiphanidae
      - Rod Cyrtonia
      - Rod Epiphanes
      - Rod Mikrocodides
      - Rod Proalides
      - Rod Rhinoglena

    - Porodica Euchlanidae
      - Rod Beauchampiella
      - Rod Dipleuchlanis
      - Rod Diplois
      - Rod Euchlanis
      - Rod Pseudoeuchlanis
      - Rod Tripleuchlanis

    - Porodica Gastropodidae
      - Rod Ascomorpha
      - Rod Gastropus

    - Porodica Ituridae
      - Rod Itura

    - Porodica Lecanidae
      - Rod Lecane

    - Porodica Lepadellidae
      - Rod Colurella
      - Rod Lepadella
      - Rod Paracolurella
      - Rod Squatinella

    - Porodica Lindiidae
      - Rod Lindia

    - Porodica Microcodidae
      - Rod Microcodon

    - Porodica Mytilinidae
      - Rod Lophocharis
      - Rod Mytilina

    - Porodica Notommatidae
      - Rod Cephalodella
      - Rod Dorystoma
      - Rod Drilophaga
      - Rod Enteroplea
      - Rod Eosphora
      - Rod Eothinia
      - Rod Monommata
      - Rod Notommata
      - Rod Pleurata
      - Rod Pleurotrocha
      - Rod Pleurotrochopsis
      - Rod Pourriotia
      - Rod Pseudoharringia
      - Rod Resticula
      - Rod Rousseletia
      - Rod Sphyrias
      - Rod Taphrocampa
      - Rod Tylotrocha

    - Porodica Proalidae
      - Rod Bryceella
      - Rod Proales
      - Rod Proalinopsis
      - Rod Wulfertia

    - Porodica Scaridiidae
      - Rod Scaridium

    - Porodica Synchaetidae
      - Rod Ploesoma
      - Rod Polyarthra
      - Rod Pseudoploesoma
      - Rod Synchaeta

    - Porodica Tetrasiphonidae
      - Rod Tetrasiphon

    - Porodica Trichocercidae
      - Rod Ascomorphella
      - Rod Elosa
      - Rod Trichocerca

    - Porodica Trichotriidae
      - Rod Macrochaetus
      - Rod Trichotria
      - Rod Wolga
- Razred Pararotatoria
  - Red Seisonacea
    - Porodica Seisonidae
      - Rod Paraseison
      - Rod Seison

## Vanjske poveznice
- Mikrofauna i Mikroflora u vrtnom jezercu  Arhivirana inačica izvorne stranice od 21. rujna 2021. (Wayback Machine)